# 226 (număr)
226 (două sute douăzeci și șase) este numărul natural care urmează după 225 și precede pe 227 într-un șir crescător de numere naturale.

## În matematică
226:
- Este un număr par.
- Este un număr compus.[1]
- Este un număr deficient.[2][3]
- Este un număr semiprim.[4][5]
- Este un număr fericit.[6][7]
- Este un număr centrat pentagonal.[8][9]
- Este un număr centrat 15-gonal.[10][11]
- Este un număr 39-gonal.[12]
- Face parte din șirul Aronson.[13]
- Cel mult 226 de subpermutări diferite pot să apară într-o singură permutare a 9 elemente.[14]

## În știință

### În astronomie
- Obiectul NGC 226 din New General Catalogue este galaxia spirală cu o magnitudine 14,4 Andromeda.
- 226 Weringia este un asteroid din centura principală.
- 226P/Pigott-LINEAR-Kowalski este o cometă periodică din sistemul nostru solar.